# Tippen (przystanek kolejowy)
Tippen – przystanek kolejowy na Saltsjöbanan, w Saltsjöbaden, w Gminie Nacka, w regionie Sztokholm, w Szwecji. Znajduje się między Igelboda i Solsidan. Odległość od stacji Slussen wynosi 13,7 km. Położona jest w centrum Saltsjöbadens. Centrum, w którym został zbudowany przystanek na miejscu starego wysypiska, pierwotnie nazwano Tippens centrum. Ta nazwa przetrwała aż do początku 2000 r, kiedy to przeprowadzono ankietę w Nacka Värmdö Post.

## Linie kolejowe
- Saltsjöbanan